# Popperaneus
Genre
Popperaneus est un genre d'araignées aranéomorphes de la famille des Araneidae.

## Distribution
Les espèces de ce genre se rencontrent au Brésil et au Paraguay.

## Liste des espèces
Selon World Spider Catalog (version 21.0, 08/04/2020) :
- Popperaneus gavensis (Camargo, 1950)
- Popperaneus iguape (Levi, 1991)

## Étymologie
Ce genre est nommé en l'honneur de Karl Popper (1902–1994).

## Publication originale
- Cabra-García & Hormiga, 2020 : Exploring the impact of morphology, multiple sequence alignment and choice of optimality criteria in phylogenetic inference: a case study with the Neotropical orb-weaving spider genus Wagneriana (Araneae: Araneidae). Zoological Journal of the Linnean Society, vol. 188, no 4, p. 976-1151.